# Tomasz Putra

a Compétitions nationales et continentales officielles uniquement.

b Matchs officiels uniquement.
Dernière mise à jour le 16 octobre 2012.
Tomasz Putra, né le 8 juin 1962 à Olecko, est un joueur de rugby à XV international polonais. Il est sélectionneur de l'équipe nationale polonaise entre 2006 et 2013.

## Biographie
Tomasz Putra est le frère de Krzysztof Putra, homme politique membre du parti PiS, et le père d'Alexandra Putra, nageuse française.
Tomasz Putra commence sa carrière au AZS AWF Warszawa en 1982. Il y reste six années avant de partir pour la France où il joue pour l'ASVEL rugby de 1989 à 1990, le Stade olympique Givors de 1990 à 1996 et le Lyon OU de 1997 à 2000. Il connaît dix sélections avec l'équipe nationale polonaise. Après sa carrière de joueur, il embrasse celle d'entraîneur. Il commence par diriger des équipes françaises évoluant en Fédérale 1 et Fédérale 2. Depuis mai 2006, il est entraîneur de Équipe de Pologne de rugby à XV en remplacement de Jerzy Jumas.

## Palmarès
Avec l'AZS AWF Warszawa:
- Médaille d'or du Championnat de Pologne en 1982 en rugby à XV, 1984, 1985, 1986 et 1988
- Médaille d'argent Championnat de Pologne en 1983 et 1987
- Vainqueur du Championnat de Pologne en 1983